# Le Chardon et le Tartan (roman)
Cet article concerne le premier roman de la série. Pour la série complète, voir Le Chardon et le Tartan.
Le Chardon et le Tartan (titre original aux États-Unis : Outlander, titre original au Royaume-Uni : Cross Stitch) est le premier tome de la saga littéraire du même nom écrite par l'écrivaine américaine Diana Gabaldon ; il est suivi par Le Talisman. Cette série narre les voyages dans le temps de Claire Randall, une infirmière du XXe siècle, et de Jamie Fraser, un Highlander du XVIIIe siècle.
Il est publié aux États-Unis aux éditions Delacorte Books en 1991, puis en France aux éditions Presses de la Cité en 1995, traduit par Philippe Safavi. Plusieurs versions des romans ont depuis été éditées, avec, étant donné la longueur du matériau original, des versions divisées en plusieurs volumes. Aux éditions J'ai lu, ce premier roman a été publié sous les titres La Porte de pierre et Le Bûcher des sorcières en 1998.

## Résumé
Écosse, 1945. Après une longue séparation due à la Seconde Guerre mondiale, Claire Randall, infirmière de la British Army, et son mari Frank, professeur d'histoire, tentent de se retrouver pour une deuxième lune de miel à Inverness, en plein cœur des Highlands. Pendant que Frank entreprend des recherches généalogiques sur sa famille, Claire visite les environs. Après avoir entendu parler de coutumes locales liées aux cultes druidiques, elle décide d'aller voir par elle-même les menhirs de la colline de Craigh na Dun. Croyant entendre des voix à travers les pierres, elle se rapproche et s'évanouit en même temps qu'elle touche la plus imposante du cercle de pierres. Une fois réveillée, elle cherche sans succès à se repérer, et est rapidement arrêtée par l'ancêtre de Frank, le capitaine des dragons de Sa Majesté Jonathan Randall. Avant que celui-ci ne l'emmène pour l'interroger, il est assommé par un Écossais qui enlève Claire pour la ramener vers son groupe. Il s'agit d'une petite équipe de Highlanders du Clan MacKenzie, menés par Dougal. Après un bref débat sur l'identité et le sort de Claire, ils décident de réparer l'épaule disloquée de leur camarade Jamie. Utilisant ses compétences médicales, Claire ré-emboîte le bras de Jamie. Claire finit par se rendre à l'évidence qu'elle a effectivement voyagé dans le temps à travers la pierre plus de 200 ans en arrière. Elle décide donc de se faire passer pour une jeune veuve anglaise se rendant en France pour y retrouver sa famille. Pour éviter une association avec le démoniaque capitaine Jack Randall, elle utilise son nom de jeune fille à connotation française, Claire Beauchamp. Les Scots ne la croient pas mais décident de l'emmener avec eux à Castle Leoch, le fief du clan, où Claire passe des jours à tenter de retourner dans son époque.
Les Écossais voient en Claire une « Sassenach », une étrangère (Outlander en anglais) ignorante de la culture écossaise des Highlands, bien que ses compétences médicales lui fassent gagner un peu de respect des habitants de Leoch. Cependant, le chef du clan, Colum MacKenzie, frère aîné de Dougal, la suspecte d'être une espionne anglaise. Pour tester sa loyauté, il l'envoie accompagner Dougal lors de la collecte annuelle des loyers. Profitant de l'occasion de toucher un large public, Dougal, contre l'avis de son frère, récolte également des fonds en vue de lever une armée jacobite afin de réinstaurer la maison Stuart sur le trône d’Écosse. Au cours de leur périple, Claire et Dougal tombent à nouveau sur Jack Randall qui suspecte également Claire d'être une espionne, à la solde des Écossais cette fois, et met un point d'honneur à tenter de découvrir son identité. Randall ordonne donc au chef de guerre de lui livrer la jeune femme pour qu'il puisse l'interroger. Pour éviter à Claire de tomber entre les mains de Randall, Dougal lui propose d'épouser l'un des leurs, en l'occurrence son neveu Jamie Fraser. Déchirée entre la menace de l'officier anglais, son affection pour Jamie et sa culpabilité d'abandonner Frank dans son époque, elle finit par accepter. De retour en une relative sécurité à Leoch, elle devient la guérisseuse du château, et se lie d'amitié avec Geillis Duncan, la femme du notable du village avec qui elle partage un intérêt pour la médecine. Mais, leurs compétences effraient certains habitants, et elles sont finalement accusées de sorcellerie alors que Jamie est en déplacement. Il revient à temps pour secourir sa jeune épouse du bûcher, et tous les deux quittent Leoch, mais avant leur évasion, Claire réalise que Geillis, comme elle, vient du futur, lorsqu'elle aperçoit la cicatrice laissée par le vaccin contre la variole sur son bras.
Claire finit par avouer à Jamie son histoire, et il l'emmène à Craigh na Dun. Lorsqu'il lui laisse le choix de retourner dans son époque pour retrouver Frank ou rester en 1743 avec lui, Claire préfère rester. Tous les deux se rendent donc sur les terres de Jamie à Lallybroch où ils partagent un moment de répit aux côtés de la sœur de Jamie, Jenny et de son mari Ian. Alors que Jamie est toujours considéré comme un fugitif et recherché par l'armée anglaise pour un crime qu'il n'a pas commis, il reprend son titre de Laird (seigneur) de Lallybroch. Lorsqu'un de ses sujets mécontent le dénonce, il est emprisonné à la prison de Wentworth, où le capitaine Jack Randall est stationné. Claire et un petit groupe de Scots tentent de le faire libérer, mais lorsque cela échoue, Claire est capturée par Randall qui menace de la faire violer et tuer. Jamie passe alors un marché avec Randall, lui proposant de prendre la place de Claire, et le capitaine, trop content des termes du marché après avoir pourchassé Jamie pendant des années, la jette de la prison. Avant de le quitter, Claire révèle à Randall qu'elle est bel et bien une sorcière et lui prédit la date de sa mort, et lui annonce qu'il va avoir un enfant juste après son mariage, mais qu'il ne le verra jamais avant de mourir. Claire, aidée par Sir Marcus MacRannoch, réussit à libérer Jamie le lendemain matin alors que ses hommes provoquent une distraction en menant un troupeau de vaches dans les souterrains de la prison. Ayant récupéré le corps presque sans vie de Jamie, violemment battu et violé par Randall pendant la nuit, ils l'emmènent dans le manoir MacRannoch où Claire panse le plus gros de ses blessures, avant de quitter le pays pour trouver refuge en France. Assistés par le parrain de Jamie, Murtagh, ils atteignent finalement le monastère Saint-Anne de Beaupré, où l'oncle de Jamie est abbé. Claire entreprend de soigner l'âme abîmée de Jamie et ses séquelles physiques. Finalement, après plusieurs semaines de lutte, Jamie finit par se défaire de ses démons ; Claire lui révèle qu'elle est enceinte.

## Personnages
- Claire Beauchamp, infirmière militaire anglaise. Héroïne principale, mariée à Frank Randall puis à James Fraser
- James « Jamie » Fraser, écossais, laird de Broch Tuarach à Lallybroch
- Frank Randall, historien, époux de Claire née Beauchamp
- Jonathan « Jack » Randall, officier dans les troupes d'occupation anglaise en Écosse, ancêtre de Frank Randall
- Colum MacKenzie, Laird du clan MacKenzie de Leoch, oncle de Jamie Fraser, handicapé par une maladie dégénérative
- Dougal MacKenzie, chef de guerre des MacKenzie de Leoch, frère de Colum. Jacobite
- Murtagh Fraser, parrain de Jamie, son protecteur et homme de confiance

## Adaptation
En 2014, les romans sont adaptés à la télévision par Ronald D. Moore. Diffusée sous le titre Outlander, la série est produite par Sony Pictures Television pour la chaîne Starz, et interprétée par Caitriona Balfe, Sam Heughan et Tobias Menzies. La première saison reprend l'intrigue du premier roman.